# Vidarabin
Vidarabin je nukleozidni antibiotik izolovan iz Streptomyces antibioticus. On poseduje antineoplastična svojstva i ima širok spektar dejstva protiv DNK virusa u ćelijskim kulturama. On ima znatnu antiviralnu aktivnost protiv infekcija uzrokovanim mnoštvom različitih virusa, kao što je herpes virus.

## Spoljašnje veze
|  | Molimo Vas, obratite pažnju na važno upozorenje u vezi sa temama iz oblasti medicine (zdravlja). |